# Die Gentlemen bitten zur Kasse
Die Gentlemen bitten zur Kasse ist ein deutscher Fernsehdreiteiler. Er wurde ab Anfang 1965 gedreht, Erstausstrahlung war am 8., 10. und 13. Februar 1966. Der Film beschreibt den spektakulären Postzugraub in Großbritannien am 8. August 1963, der generalstabsmäßig geplant und durchgeführt wurde und den Tätern die Rekordbeute von £ 2.631.684 einbrachte (nach heutigem Wert etwa 74 Millionen Pfund Sterling bzw. 86 Millionen Euro). Mehrere der verhafteten Posträuber wurden von ihren Komplizen aus dem Gefängnis befreit. Die Filmhandlung folgt der Berichterstattung von Henry Kolarz, die in der Zeitschrift Stern veröffentlicht wurde. Der Dreiteiler gehört zum Genre der Heist-Movies und war bei seiner Erstausstrahlung ein regelrechter Straßenfeger.
Gleichzeitig ist Die Gentlemen bitten zur Kasse der Name des parallel zum Film erschienenen Brettspiels aus dem Verlag Schmidt Spiele, in dem zwei bis sechs Spieler Geldsäcke erbeuten und in Sicherheit bringen müssen.
Eine Fortsetzung erhielt der Film durch den 1971 gedrehten deutschen Fernsehfilm Hoopers letzte Jagd.

## Handlung

### Der Plan
Archibald Arrow, Gentlemanganove und Besitzer eines Friseurladens, bekommt vom schmierigen Tippgeber Twinky den Hinweis, dass mit einem Postzug regelmäßig größere Mengen gebrauchter Scheine von Glasgow nach London gebracht werden, damit sie dort vernichtet und durch neue Scheine ersetzt werden. Diesen Tipp erhält Arrow im Pub des Gentlemanganoven Gerald „Jerry“ Williams, der später auch mitmacht. Arrow überzeugt den Antiquitätenhändler Michael Donegan (in der Realität Bruce Reynolds), von allen nur „Major“ genannt, und dessen Kompagnon Geoffrey Black, beide ebenfalls Gentlemanganoven, von der Sache. Zusammen mit dem Kunstmaler Harry McIntosh, der für das Antiquitätengeschäft von Donegan und Black Bilderkopien erstellt, dem Perückenmacher Patrick Kinsey, dem Gemüsehändler und Wettbürobetreiber Thomas Webster, dem Pubbesitzer Gerald Williams, dem Buchmacher Andrew Elton, dem Garagen- und Tankstellenbesitzer Ronny Cameron, dem Rennfahrer George Slowfoot und anderen planen sie den Überfall. Zusätzlich heuern sie die drei Fulham-Boys Walter Lloyd, Arthur Finegan und Alfred Frost, den Schwager von Walter Lloyd, an, die ihnen von Mona vermittelt werden. Bei Mona handelt es sich um eine alte Freundin von Michael Donegan, die ihm viel beigebracht und mit der er ein uneheliches Kind hat. Walter Lloyd ist für das Lichtsignal der Gleisampel verantwortlich. Walter Lloyd macht zur Bedingung, dass sein Schwager Alfred Frost und Arthur Finegan (in der Realität: Ronald Biggs) mitmachen können.
Um an „Betriebskapital“ zu kommen, überfallen sie auf dem London Heathrow Airport einen Lohngeld-Transport und erbeuten mehr als 50.000 Pfund. Zusammen mit seiner Dauerfreundin Suzy Fast erwirbt Archibald Arrow über den Anwalt Peter Masterson eine Farm ca. 20 Meilen von dem Tatort entfernt, von der aus die Bande den Überfall auf den Postzug startet und wo sie eine Zeit lang unterkriecht. Von dem ehemaligen Lokomotivführer Smiler Jackson bekommen sie gezeigt, wie man eine Lokomotive fährt und wie man Züge entkuppelt. Da der Waggon mit dem Geld am vorgesehenen Abend nicht direkt hinter der Lokomotive hängt, wird der Überfall um 24 Stunden verschoben. Ebenso ist die Ausbeute in dieser Nacht nicht so hoch wie in der darauffolgenden Nacht. Diese Verschiebung des Postraubes um 24 Stunden verursacht bei den Gentlemenganoven Nervosität, da die für diese Nacht vorbereiteten Alibis geplatzt sind.

### Der Überfall
Bis auf einen kleinen Zwischenfall mit Smiler Jackson klappt das Stoppen des Zugs reibungslos. Da jedoch der Lokführer Schwierigkeiten macht, bekommt er von Archie Arrow einen Schlag mit einer Eisenstange auf den Kopf. Die Lokomotive und der Waggon mit dem Geld werden, wie vorgesehen, vom Rest des Zuges entkuppelt und bis zur nächsten Brücke gefahren. Das Personal des Wagens wird unter Kontrolle gehalten, die Geldsäcke von der Brücke hinunter zu drei LKWs geworfen und dann in diese geladen. Danach fahren die Gangster wieder zu der Farm, wo sie ihren Unterschlupf haben.
Nach dem Überfall behalten nur Michael Donegan und der stets um Ruhe und Ausgleich bemühte Patrick Kinsey (in der Realität Buster Edwards) einen klaren Kopf. Nach einem Saufgelage spaltet sich die Gruppe in drei Teile: Michael Donegan, Geoffrey Black und ihre Leute, Archie Arrow und seine Leute und die Fulham-Boys als dritte Fraktion. Der an sich neutrale Patrick Kinsey schließt sich Archie Arrow an, aber eigentlich nur um „Archies Leute im Auge zu behalten“. Dies verspricht Kinsey dem Major, als Arrow und seine Leute die Farm verlassen. Die Donegan-Gruppierung vergräbt ihren Anteil auf einem Friedhof, und die anderen beiden Fraktionen kommen ungehindert durch die Straßenkontrollen.

### Die Flucht
Die Fraktion von Arrow (Arrow, Kinsey, Webster, Elton und Williams) wird von Inge Masterson, der Ehefrau des Anwalts, an den Straßensperren vorbei geschleust und kriecht bei den Mastersons unter, was zu einem Nervenzusammenbruch von Inge Masterson führt.
Twinky, von dem der Tipp kam, bekommt Angst und taucht unter. Donegan macht ihm nach der Zahlung von 10.000 Pfund klar, dass er seinen vollen Anteil an der Beute erst dann bekommt, wenn die Farm niedergebrannt wurde, und Donegan mittels einer kodierten Anzeige mit vorher festgelegtem Text in der „Times“ davon erfahren hat. Twinky denkt jedoch nicht daran, die Farm niederzubrennen, und denunziert stattdessen die Bande anonym bei Scotland Yard.
Kurz bevor dann Donegan und Kinsey an Twinkys Stelle selbst das Farmhaus niederbrennen können, wird sie von der Polizei entdeckt. Durch Nachlässigkeiten und Fehler wird fast die gesamte Bande erwischt. So machen die beiden Fulham-Boys Lloyd und Frost den Fehler, eine Garage für den doppelten Betrag des geforderten Preises anzumieten und dabei bar in kleinen Pfund-Noten bezahlen zu wollen. Ebenso bieten sie an, die Miete für mehrere Monate im Voraus zu bezahlen. Die beiden ahnen auch nicht, dass ihre mögliche Vertragspartnerin, Mrs Stanley, die Witwe eines Polizeibeamten ist und immer noch gute Kontakte zur Polizei in Bournemouth hat. Ebenso findet die Polizei Beweismittel im Ferienquartier von Lloyd und Frost in Bournemouth. Der leitende Kriminalbeamte, Dennis McLeod, von allen nur Mr. Mac genannt, ist erstaunt, dass Lloyd und Frost zu den Tätern gehören, obwohl diese Namen bei dem anonymen Anruf nicht genannt worden waren. Weiterhin vermutet Mr. Mac, dass Twinky der Denunziant ist, weiß aber auch, dass dieser nur anonym Informationen an Scotland Yard gibt.
Von einem Großteil der Bande findet man auf Gegenständen der Woodland-Farm Fingerabdrücke, und Archie Arrow hat an seinen Schuhen die passenden Lackspuren, mit denen auch die verwendeten Fahrzeuge lackiert wurden. In einem Wald findet sich eine Reisetasche mit 100.000 Pfund, in deren Seitentasche sich die Adresse der Mastersons findet. Nur Patrick Kinsey, Ronald Cameron und Michael Donegan kommen davon. Dessen Schwager Geoffrey Black muss freigelassen werden, da der Fingerabdruck auf einem Monopolyspiel, das man auf der Farm findet, als Beweis nicht ausreicht. Nach seinem Freispruch entwickelt Geoffrey Black eine ungewöhnliche Methode, um an die Familien der Inhaftierten Unterstützungen, von den Gentlemenganoven als „Pensionen“ bezeichnet, aus der Beute zu bezahlen.
Alle anderen bekommen, mit Ausnahme des Elektrikers Walter Lloyd, der durch sein Schuldeingeständnis „nur“ 20 Jahre bekommt, drakonische Strafen zwischen 25 und 30 Jahren Haft.
Immerhin gelingt es Donegan und Kinsey, Thomas Webster als verkleidete Justizvollzugsbedienstete zu befreien. Der in seiner Art widerspenstige Arthur Finegan droht auszupacken, wenn man ihn nicht befreit. Donegan und Kinsey, die eine Art „Notstandsregierung“ gebildet haben, heuern ein Ausbruchskomitee an, und mittels eines „trojanischen Möbelwagens“ wird Arthur Finegan – das filmische Pendant zu Ronald Biggs – befreit. Obwohl bei den Gentlemenganoven die Anwendung von Schusswaffen verpönt ist, verwendet das Ausbruchskomitee entgegen den Absprachen drei Maschinenpistolen.

### Haftstrafen
Besonders spannend machte es die Regie im dritten und letzten Teil. Nachdem die eigentliche Geschichte mit der Aburteilung der Bande endet, fahren die Nachspanntitel hoch – und rutschen gleich wieder herunter, um auf die Bemühungen zur Befreiung einiger Mitglieder einzugehen. Nachdem auch das erzählt wurde, fahren die Abspanntitel erneut hoch – und gehen erneut gleich wieder herunter, um zuletzt noch die restliche Geschichte um den Chef Michael Donegan zu erzählen. Erst dann wird der komplette Abspann gezeigt.
Donegan wurde am 8. November 1968 in einem Ferienort an der Südküste Englands verhaftet. Kinsey stellte sich selbst der Polizei. In Revisionsverfahren wurden die Strafen der verurteilten Posträuber deutlich gemildert. Nach Verbüßung von ca. einem Drittel der ursprünglichen Strafen wurden die Posträuber freigelassen. Von der Beute wurde nur ein Bruchteil gefunden.

## Dreharbeiten
Es wurden noch geänderte Namen für die Posträuber verwendet und fast alle Szenen in Deutschland gedreht; im Vereinigten Königreich wurde dagegen mangels Genehmigung meistens mit versteckter Kamera gefilmt.
Der Überfall wurde an der Strecke der Sollingbahn in der Kleinstadt Moringen in der Nähe von Göttingen gedreht. Der NDR mietete von der Bundesbahn einen ganzen Zug, dessen Behelfspackwagen oberflächlich im Design eines Royal-Mail-Fahrzeuges gestaltet wurden. Die im Film eingesetzte Diesellok mit der Nummer V 200 050 wurde mit dem Schriftzug „British Rail“ versehen. Für die Bridego-Brücke, an der der Überfall stattfand, fand sich genauso eine deutsche Kopie wie für den nahe gelegenen Bahnhof Cheddington. 

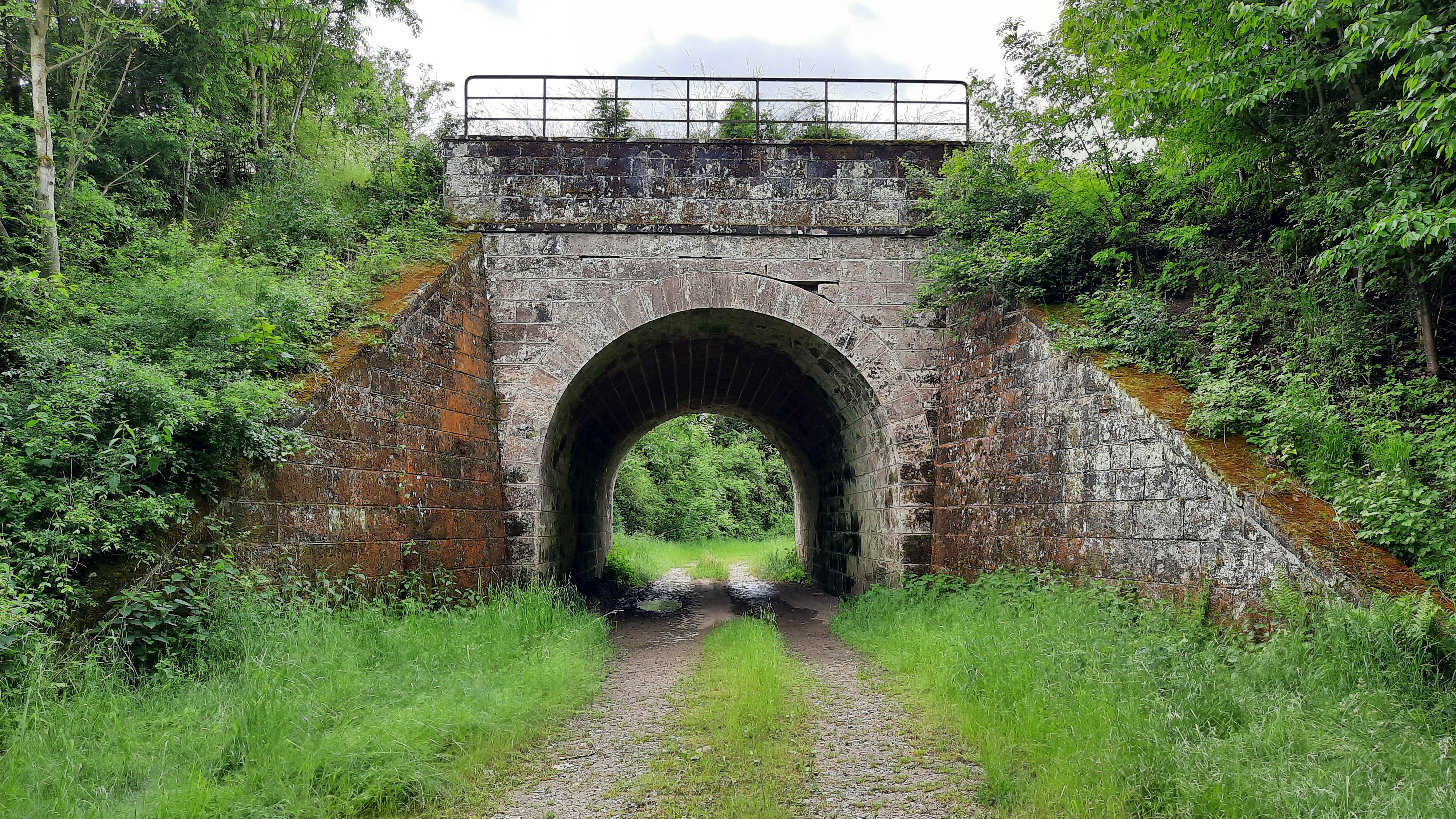
Ein Drehort: Bahnbrücke bei Moringen

Im Film zu sehen ist das – inzwischen abgerissene – Bahnhofsgebäude von Moringen, die gezeigte Brücke dient noch heute als Überführung über einen Feldweg östlich von Vorwerk Holtensen. Eine Villa in Großhansdorf bei Hamburg diente dem NDR als Kulisse der Woodland-Farm.
„Filmarbeiten durch Regen verzögert“ titelte die Moringer Zeitung am 24. Juli 1965. Doch der häufige Niederschlag blieb nicht das einzige Problem bei den Dreharbeiten. Schon zu Beginn wurden einige Kameraleute verletzt, als ein Zug auf einen Güterwagen auffuhr und dabei einen Turm mit Aufnahmepersonal umwarf. Der Regisseur John Olden – Ehemann der Schauspielerin Inge Meysel – verstarb nach etwa zwei Dritteln der Dreharbeiten unerwartet. Von einem auf den anderen Tag musste Claus Peter Witt die Regie übernehmen.
In einer Szene in London, die kurz nach dem Überfall 1963 spielt, ist in einer Außenaufnahme ein Kino zu sehen, in dem der Film Operation Crossbow mit George Peppard und Sophia Loren gezeigt wird, der allerdings erst zwei Jahre später, zum Zeitpunkt der Dreharbeiten 1965 herauskam.

## Dokumentation
Über den Postraub und den Fernsehfilm hat der deutsch-französische Kultursender Arte am 2. August 2013 unter dem Titel Die Gentlemen baten zur Kasse eine Dokumentation, bestehend aus Original-Filmmaterial und neuen Interviews, auch mit inzwischen wieder in Freiheit lebenden Tätern, gezeigt.

## Medien
- Die Gentlemen bitten zur Kasse, 2 DVD, ARD Video, ISBN 3-937308-97-0.

Die DVDs enthalten keinerlei Bonusmaterial. Als Vorlage für die DVDs wurden die Magnetbänder der Fernsehausstrahlung verwendet, inklusive der darauf aufgezeichneten Filmfehler, so im dritten Teil mit genau demselben Tonfehler beim Gespräch zweier Polizisten nach der Entdeckung von Michael Donegan, der schon in der Fernsehausstrahlung zu hören war. Die Originalfilmrollen wurden in den 1980er Jahren vernichtet, da man damals irrtümlich der Ansicht war, dass die Videokopie auf 1-Zoll-MAZ ausreichend sei. Das 1-Zoll-MAZ-Material – auf dem sich die einzige Filmkopie befindet – ist allerdings durch Materialalterung fehlerhaft und wurde Anfang der 1990er Jahre auf Betacam SP umkopiert, was auf der DVD-Kopie eindeutig zu sehen ist. Bei der ersten Auflage der DVD wurde auf eine Restaurierung verzichtet, bei der aktuellen zweiten Auflage wurden Filmrisse, Schrammen und MAZ-Fehler retuschiert, was allerdings die unbefriedigende alte Filmabtastung nicht wesentlich verbessert.
als Hörspiel
- Die Gentlemen bitten zur Kasse (Hörspiel-Schätze 6). Mit u. a. Horst Tappert, Gerhard Lippert, Gerd Martienzen, Peter Schiff, Kurt Pratsch-Kaufmann. music-e-motion, 2013. (Radio-Hörspiel von 1968, 1 CD, ca. 50 Min.)
- Die Gentlemen bitten zur Kasse. Gesprochen von u. a. Horst Tappert, Grit Boettcher. Der Audio Verlag (DAV), Berlin 2011, ISBN 978-3-86231-016-6. (Film-Hörspiel, 3 CDs, 178 Min.)

als Straßenfeger-Edition 50
- Die Gentlemen bitten zur Kasse/Hoopers letzte Jagd, 4 DVD, Straßenfeger-Edition 50, EAN: 4052912261105.

Die DVDs enthalten alle drei Teile in unrestaurierter Fassung sowie die beiden Teile Hoopers letzte Jagd. Als Bonusmaterial ist die restaurierte Fassung des Spielfilmes mit dem englischen Titel The Great Train Robbery enthalten, ein auf Spielfilmlänge zusammengeschnittener Film der drei Teile, dessen Filmrollen erhalten geblieben sind. Die Qualität der restaurierten Fassung ist brillant. Des Weiteren ist ein Interview mit dem Posträuber Ronald Biggs zu sehen.